# 卢西略斯
卢西略斯，是西班牙卡斯蒂利亚-拉曼恰托莱多省的一个市镇。总面积41平方公里，总人口488人（2001年），人口密度12人/平方公里。